# Faire un film avec Steven Spielberg
Faire un film avec Steven Spielberg (Steven Spielberg's Director's Chair) est un jeu vidéo de type film interactif développé et édité par Knowledge Adventure, sorti en 1996 sur Windows et Mac.
Le jeu est narré par le réalisateur Steven Spielberg qui initie le joueur à la réalisation de films. Quentin Tarantino et Jennifer Aniston jouent les deux personnages principaux .

## Accueil
- AllGame : 3/5[2]